# Селище станції Чорна (Московська область)
Селище Станція Чорна (рос. Поселок станции Черная)- село у Луховицькому районі Московської області Російської Федерації.

## Розташування
Селище станції Чорна входить до складу міського поселення Луховиці, поруч з Рязанським шосе. Селище розташовано поруч із залізничною платформою Чорна.

## Населення
Станом на 2010 рік у селі проживало 53 людини